# Bernat V de Comenge
Bernat V de Comenge († Lantar, 30 de novembre de 1241) va ser comte de Comenge de 1225 a 1241.
Era fill del comte Bernat IV de Comenge i de la seva segona esposa, Comtors de La Barta. De jove va ser el fidel ajudant del seu pare en la lluita contra els croats durant la croada albigesa. El setembre de 1212, va viatjar a la cort de Pere el Catòlic per a convèncer-lo d'ajudar el comte de Tolosa i els senyors del Llenguadoc en la guerra contra Simó de Montfort i els croats. Durant el tercer setge de Tolosa (1219) estava al capdavant de la defensa d'una de les barbacanes de la ciutat. Tanmateix amb la intervenció reial (1226-1229) Bernat V es va sotmetre a Lluís VIII l'agost de 1226 durant el setge d'Avinyó, submissió que va renovar a París l'octubre de 1227 davant del seu fill, el rei Lluís IX. Finalment el trobem també formant part de la comitiva que va acompanyar a Ramon VII en la firma del Tractat de Meaux.
El 1224 es va casar amb Cecília, filla del comte Ramon Roger de Foix i germana del seu fill i successor, el comte Roger Bernat II. Poc després, el 22 de febrer de 1225, va succeir al seu pare al capdavant del comtat de Comenge.
Bernard V va morir a Lantar el dissabte 30 de novembre de 1241 i va ser enterrat a l'abadia cistercenca de Santa Maria de Bonafont, situada al mateix comtat de Comenge. El seu únic fill i successor, Bernat VI, va retre homenatge al comte Ramon VII de Tolosa el 4 de desembre d'aquell mateix any.